# Pułk Cześnika Koronnego
Pułk Cześnika Koronnego - oddział jazdy Armii Koronnej.

## Struktura organizacyjna
Pancerni
- jedna chorągiew − 120 koni
- dwie chorągwie po 100 koni
- jedna chorągiew − 70 koni

Jazda lekka
- jedna chorągiew − 60 koni

Razem w pułku: 4 chorągwie − 380 koni